# Ciara (album)
Ciara è il quinto album discografico della cantante statunitense Ciara, uscito nel luglio 2013 dalla Epic Records (prima produzione per quest'etichetta dopo aver pubblicato i precedenti lavori con la Jive Records).

## Tracce
1. I'm Out (feat. Nicki Minaj) – 3:58
2. Sophomore – 3:44
3. Body Party – 3:54
4. Keep on Lookin' – 3:17
5. Read My Lips – 4:08
6. Where You Go (feat. Future) – 3:43
7. Super Turnt Up – 4:28
8. DUI – 4:35
9. Livin' It Up (feat. Nicki Minaj) – 3:45
10. Overdose – 3:47
11. Body Party (Remix) (featuring Future and B.o.B) – 3:57

## Classifiche
- Billboard 200 - #2